# ITF女子ワールドテニスツアー
ITF女子ワールドテニスツアー（英語: ITF Women's World Tennis Tour）は、国際テニス連盟（ITF）が管轄する女子のプロテニス大会シリーズである。 2019年にITF女子サーキット（英語：ITF Women's Circuit ）から現名称へ変更された。女子プロテニスの大会シリーズの中で最も低いカテゴリに位置し、賞金総額は1.5万ドルから10万ドルまでさまざまである。
このITFツアー大会で獲得できるポイントはWTAランキングの算出に組み込まれており、選手はこの大会でポイントを積み重ね、上位大会であるWTAツアーの大会に出場することを目指す。